# 天池県 (忻州市)
天池県（てんち-けん）は中華人民共和国山西省にかつて存在した県。現在の忻州市静楽県南東部に相当する。唐代から宋代にかけ太原市に同名の県が存在しているが、別県である。
唐末により設置され、宋代の咸平年間に廃止されている。